# 寄畅园
31°34′57″N 120°15′58″E / 31.58251°N 120.26612°E
寄畅园，又名秦园，是一座位于中国江苏省无锡市的中式古典园林，其名取自王羲之的“寄畅山水荫”。“园中有山山中有园”，把不是园子的山景也借过来成为了园林的景色，乃江南园林之代表作之一，被中国国务院列为第三批全国重点文物保护单位之一。

## 历史沿革

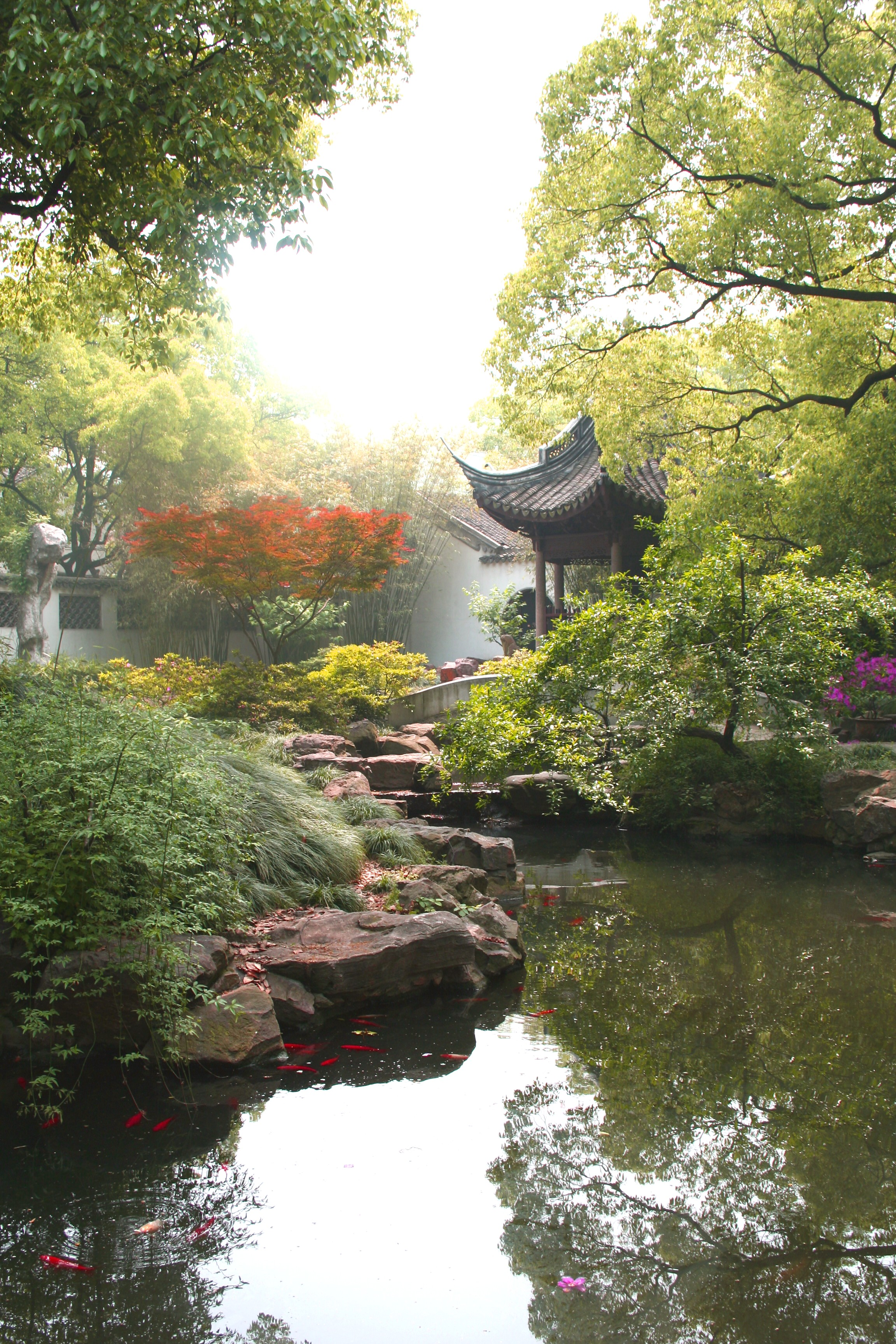
寄畅园风光

元朝时，寄畅园还只是惠山寺沤寓房等二僧舍，人称“南隐”、“沤寓”。明朝正德年间，曾任南京兵部尚书的秦金买下了沤寓房并扩将其建成为园，作为自己的别墅使用，更名为凤谷行窝。秦金非常喜爱这座园林，园林完成扩建后，他便作诗这样写道：“名山投老住，卜筑有行窝。曲涧盘幽石，长松育碧萝。峰高看鸟渡，径僻少人过。清梦泉声里，何缘听玉珂。”秦金逝世后，凤谷山庄由他的族侄秦瀚和子嗣秦梁继承，凤谷行窝此期间再次得到修缮，并被更名为凤谷山庄。此后园林归秦燿所有。1591年，在张居正的压力下，秦燿解职归乡。此后秦燿便闷闷不乐，将他的抑郁寄托给了凤谷山庄的山水，并将凤谷山庄更名为“寄畅园”，其名取自王羲之的“寄畅山水荫”。

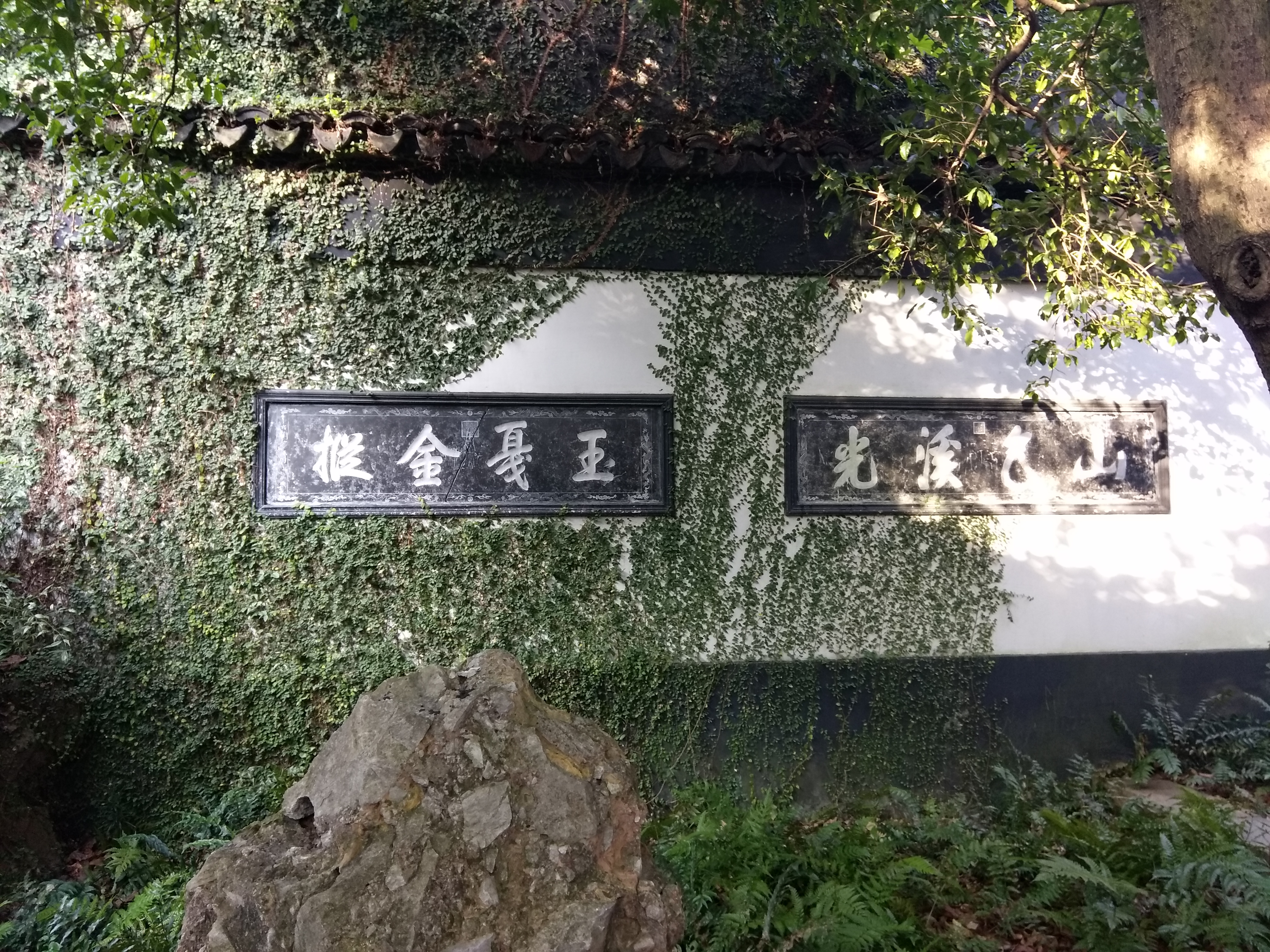
两帝的题字

清朝以后，顺治末、康熙初期间，秦燿的曾孙秦德藻继承了园林并对此加以修缮扩建。他邀请了著名的园林专家张涟和侄儿张轼对寄畅园精心改建，疏泉叠石，掇山理水，园景益胜。康熙乾隆两帝生前六次南巡，每逢南巡，必到此园，此期间寄畅园最为繁盛。康熙南巡时，园中山涧淙淙，泉水叮咚，宛如仙境，欣然题写了“山色溪光”四字。辛末年（公元1751年），乾隆开始了他的第一次南巡，抵达寄畅园后，喜其幽致，称之为“巡幸之地”，在北京清漪园（颐和园的古称）万寿山的东北部仿建了惠山园，也就是今天颐和园中的谐趣园。乾隆曾经这样称赞过寄畅园：“江南诸名胜，唯惠山秦园最古”，乾隆还在康熙的题字旁题写了“玉戛金枞”四字。
雍正初年，秦德藻的长孙秦道被卷入了宫廷斗争之中，秦德藻受株连一并入狱，寄畅园被没收，其西南角被改建为无锡县贞节祠。时推至乾隆元年，秦蕙田殿试时高中探花，官入南书房。次年秦蕙田痛上《陈情表》，秦人方得以获释，园被发还，秦瑞熙斥资白银三千两重修寄畅园，昔日的繁盛方得以重现。
乾隆十一年，秦氏家族认为“惟是园亭究属游观之地，必须建立家祠，始可永垂不朽”，因此将院内的嘉树堂改为了双孝祠。到了咸丰、同治年间，寄畅园的大部分建筑都毁于战火之中，战后人们也仅对其补葺。1952年，秦氏的后裔将寄畅园献给了国家并对寄畅园进行了保护性修复，原先的贞节祠也被纳入了寄畅园中，改为了今天的秉礼堂。此后九狮图石、梅亭、嘉树堂、邻梵阁等建筑也陆陆续续地被重建起来。

## 园林布局

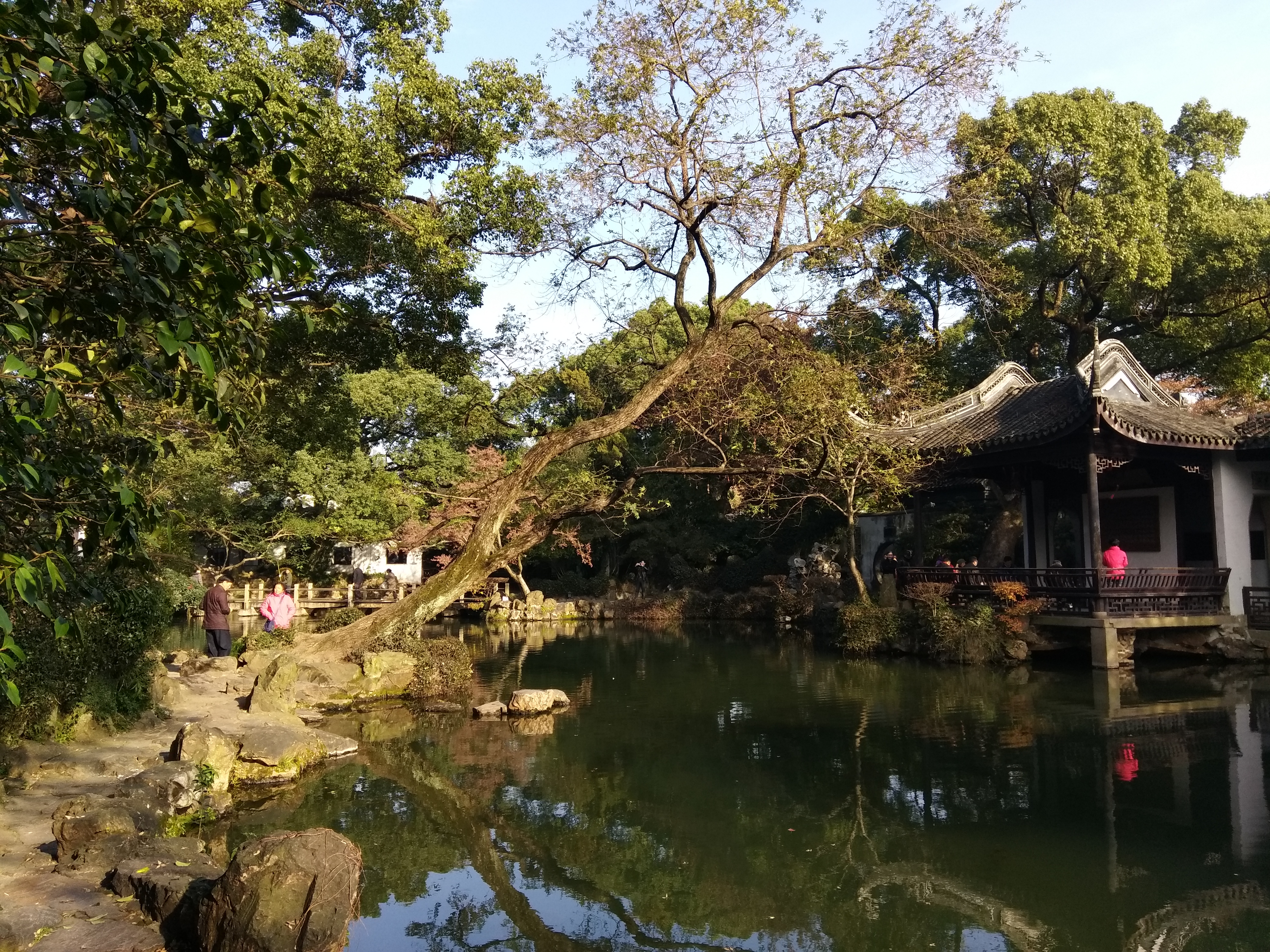
寄畅园中心

寄畅园的总面积为14.85亩，是一座山麓别墅类型的园林，总体布局以水面为中心，西、北为假山接惠山余脉，势若相连。东为亭榭曲廊，相互对映。园近以惠山为背景，远以锡山龙光塔为借景，近览如深山大泽，远眺山林隐约。山外山，楼外楼，空间序列无穷尽。
寄畅园南北长，东西狭。假如从惠山寺的日月池畔附近走入园中，见到的首个建筑便是凤谷行窝（不是上文秦耀给的旧称），两侧的抱柱分别挂有“杂树垂荫，云淡烟轻”和“风泽清畅，爽气节和”对联，都是翁同龢的诗句。东部有一座南北狭长的水池，锦绣绚丽，因此得名锦汇漪，水面南北纵深，池岸中部突出鹤步滩，上植大树二株，与鹤步滩相对处突出知鱼槛亭，划分水面为二，若断若续。位于锦汇漪的郁盘同样出彩，郁盘是一座六角亭，其名取自王维《辋川园图》中的“岩岫盘郁，云水飞动”一句。相传乾隆曾与惠山寺的僧人在此下棋，僧人将乾隆杀得手足无措，后来虽然僧人把棋让给了乾隆使得乾隆获胜，但乾隆很清楚其实自己的棋艺远不及僧人，心情不悦，因此便为此亭赐名“郁盘”。附近的美人石倚墙而立，就像美人一样，因此得名。
西部以假山为主，山的轮廓有起伏、有主次。其中部较高，以土为主，两侧较矮，以石为主，土石间栽植藤蔓和树木，配合自然。山虽不高，但山上高大的树木却助长了山色。假山间为山涧，引惠山泉水入园，水流婉转跌落，泉声聒耳，空谷回响，如八音齐奏，人称八音涧。